# Johann von Hanau-Münzenberg
Johann von Hanau-Münzenberg († 1511 oder nach 1536) war ein außerehelicher Sohn des Grafen Philipp I., des Jüngeren, von Hanau-Münzenberg, aus seinem Verhältnis mit der nichtadeligen und damit unstandesgemäßen Margarete Weißkircher.

## Biografische Fakten
Ein „Johann von Hanau“ ist bis 1511 als Pfarrer in Ober-Roden nachgewiesen, als er mit dem Propst Reinhard Hanauer von Neuweiler, einem außerehelichen Sohn des Grafen Philipp I. (des Älteren) von Hanau-Lichtenberg, die Pfarrstelle tauschte. Kurz darauf starb er, denn schon am 18. Mai 1511 wurde ein Nachfolger ernannt und dabei erwähnt, dass er verstorben war.
Ein „Heinrich von Hanau“, ein Stiftsherr, der sonst genealogisch nicht zugeordnet werden kann, tritt in einer notariell gefertigten Urkunde vom 2. Mai 1536 mit einer Vielzahl anderer als Geschworener des Dinghofs zu Sindlingen auf. Bei der genannten Vielzahl von Personen ist ein Fehler des Notars hinsichtlich des Namens (die Kurzformen im regionalen Sprachgebrauch sind „Hannes“ und „Hennes“) nicht unwahrscheinlich.

## Ein oder zwei Personen?
Es besteht die Möglichkeit, dass der hier behandelte Johann von Hanau und ein gleichnamiger Johann von Hanau, außerehelicher Sohn Philipps I. (des Älteren) identisch sind. Dann wäre die Mutter nicht Margarete Weißkircher, sondern eine heute unbekannte Frau, mit der Philipp I., der Ältere, vor der Teilung der Grafschaft Hanau 1458 zusammen lebte, denn erst die Teilung der Grafschaft erlaubte es ihm zu heiraten.
Gegen die Personenidentität spricht die bisherige Überlieferung in der Literatur, dass es sich um zwei Personen handele. Auch wäre eine Lebensspanne von etwa 1440 bis mindestens 1536 für damalige Verhältnisse höchst ungewöhnlich.
Für die Personenidentität der beiden Johann von Hanau und die Vaterschaft Philipps des Älteren spricht, dass Ober-Roden zum Hanau-Lichtenberger Landesteil gehörte und Johann offensichtlich durchgängig als Pfarrer in Ober-Roden nachgewiesen ist. 1463 war Philipp der Jüngere erst 14 Jahre alt, kommt also als Vater wohl nicht in Frage. Eine Lebensspanne von Johann, die etwa zwischen 1440 und 1511 läge, wäre durchaus möglich.

## Nachweise
1. ↑  Staatsarchiv Marburg: O.I.a., 24. April 1511
2. ↑  Herrmann, S. 105, Anm. 3
3. ↑  Battenberg, Nr. 2757
4. ↑  Bernhard, S. 354 – die Aufzeichnungen beruhen allerdings ebenfalls nur auf dem Studium der wenigen Urkunden und wurden erst 250 Jahre nach den Ereignissen aufgezeichnet.
5. ↑  Hinkel, S. 273.

| Personendaten    | Personendaten                                           |
| ---------------- | ------------------------------------------------------- |
| NAME             | Hanau-Münzenberg, Johann von                            |
| KURZBESCHREIBUNG | außerehelicher Sohn des Grafen Philipp I., des Jüngeren |
| GEBURTSDATUM     | 15. Jahrhundert                                         |
| STERBEDATUM      | April 1511 oder Mai 1511 oder nach 1536                 |